# Boda socken, Dalarna
Boda socken ligger i Dalarna, ingår sedan 1971 i Rättviks kommun och motsvarar från 2016 Boda distrikt.
Socknens areal är 224,30 kvadratkilometer, varav 221,80 land. År 2020 fanns här 1 062 invånare. Tätorten Gulleråsen samt tätorten och kyrkbyn Boda med sockenkyrkan Boda kyrka ligger i socknen.  

## Administrativ historik
Boda församling utbröts redan 1618 ur Rättviks församling fram till 1850 kallad Ovanheds kapell. I jordeboken låg Boda under Rättviks socken ända fram till beslutet den 26 oktober 1888, då Boda utbröts för att bli en separat jordebokssocken.
Boda landskommun bildades först 1 maj 1875 genom en utbrytning ur Rättviks landskommun. Landskommunen inkorporerades 1963 åter i Rättviks landskommun som 1971 ombildades till Rättviks kommun.
1 januari 2016 inrättades distriktet Boda, med samma omfattning som församlingen hade 1999/2000.
Socknen har tillhört fögderier, tingslag och domsagor enligt vad som beskrivs i artikeln Dalarna. De indelta soldaterna tillhörde Dalregementet och Rättviks kompani.

## Geografi
Boda socken ligger norr om Rättvik. Socknen är en skogsbygd med en dal som sträcker sig nord-syd.
Inom socknen ligger Osmundsberget med en unik flora och med spår efter misslyckade försök att här på 1800-talet utvinna bergolja. Boda socken har en del större enklaver österut, vilka omges av Rättviks socken och även gränsar mot Ore socken till viss del.
Socknen genomkorsas av länsväg 301. 
År 1925 hade socknen 1167 hektar åker och 11291 hektar skogsmark och hagmark.

## Fornlämningar
Fångstgropar har påträffats.

## Namnet
Namnet (1539 Bodom) kommer från kyrkbyn och innehåller plural av bod syftande närmast på slåtterbodar.

## Befolkningsutveckling
| Befolkningsutvecklingen i Boda socken, Dalarna 1830–2020 | Befolkningsutvecklingen i Boda socken, Dalarna 1830–2020 | Befolkningsutvecklingen i Boda socken, Dalarna 1830–2020 | Befolkningsutvecklingen i Boda socken, Dalarna 1830–2020 | Befolkningsutvecklingen i Boda socken, Dalarna 1830–2020 |
| --- | -------------------------------------------------------- | -------------------------------------------------------- | -------------------------------------------------------- | -------------------------------------------------------- |
| |                                                          |                                                          |                                                          |                                                          |
| År |                                                          |                                                          | Folkmängd                                                |                                                          |
| 1830 | 1830                                                     |                                                          | 1 887                                                    |                                                          |
| 1840 | 1840                                                     |                                                          | 1 677                                                    |                                                          |
| 1850 | 1850                                                     |                                                          | 1 840                                                    |                                                          |
| 1860 | 1860                                                     |                                                          | 2 008                                                    |                                                          |
| 1870 | 1870                                                     |                                                          | 2 018                                                    |                                                          |
| 1880 | 1880                                                     |                                                          | 2 210                                                    |                                                          |
| 1890 | 1890                                                     |                                                          | 2 281                                                    |                                                          |
| 1900 | 1900                                                     |                                                          | 2 289                                                    |                                                          |
| 1910 | 1910                                                     |                                                          | 2 168                                                    |                                                          |
| 1920 | 1920                                                     |                                                          | 2 166                                                    |                                                          |
| 1930 | 1930                                                     |                                                          | 2 002                                                    |                                                          |
| 1940 | 1940                                                     |                                                          | 1 935                                                    |                                                          |
| 1950 | 1950                                                     |                                                          | 2 003                                                    |                                                          |
| 1960 | 1960                                                     |                                                          | 1 777                                                    |                                                          |
| 1970 | 1970                                                     |                                                          | 1 347                                                    |                                                          |
| 1980 | 1980                                                     |                                                          | 1 302                                                    |                                                          |
| 1990 | 1990                                                     |                                                          | 1 205                                                    |                                                          |
| 2010 | 2010                                                     |                                                          | 1 126                                                    |                                                          |
| 2020 | 2020                                                     |                                                          | 1 062                                                    |                                                          |
| Anm: Källor: Tabellverkets arkiv, Demografiska databasen, CEDAR, Umeå universitet, Befolkning per församling, Folkmängden per distrikt, landskap, landsdel eller riket efter kön. År 2015 - 2022. |                                                          |                                                          |                                                          |                                                          |